# بطولة العالم للكرة الطائرة ناشئين 2011
عقدت بطولة العالم 2011 للكرة الطائرة للناشئين في باهيا بلانكا وبورزاكو ، الأرجنتين في الفترة من 19 إلى 28 أغسطس 2011. وشارك ستة عشر فريقًا في البطولة.

## نظام المنافسة
وقد قسمت المسابقة إلى أربع جولات:
1. دور المجموعات الأول – 24 مباراة
2. مرحلة المجموعات الثانية – 24 مباراة
3. الجولة الأولى من مرحلة خروج المغلوب – 8 مباريات
4. الجولة الثانية من مرحلة خروج المغلوب – 8 مباريات.

وسيتم لعب ما مجموعه 64 مباراة.
في مرحلة المجموعات الأولى، تم تقسيم أربعة فرق إلى أربع مجموعات (أ، ب، ج، د) ولعبت كل منهم مباراة واحدة. تم توزيع الفرق التي احتلت المراكز 1-2 في مجموعتها إلى المجموعتين E وF، والفرق التي احتلت المراكز 3-4 تم وضعها في المجموعتين G وH.
وتم تحديد مجموعات مرحلة المجموعة الثانية بناء على المخطط التالي:
| Grupa E | Grupa F | Grupa G | Grupa H |
| ------- | ------- | ------- | ------- |
| A1      | A2      | A3      | A4      |
| B2      | B1      | B4      | B3      |
| C1      | C2      | C3      | C4      |
| D2      | D1      | D4      | D3      |

- تأهلت الفرق التي احتلت المراكز 1-2 في المجموعتين E و F إلى الدور نصف النهائي.
- الفرق التي احتلت المراكز 3-4 في المجموعتين E و F لعبت مباريات على المراكز 5-8.
- الفرق التي احتلت المراكز 1-2 في المجموعتين G و H لعبت مباريات على المراكز 9-12.
- الفرق التي احتلت المراكز 3-4 في المجموعتين G و H لعبت مباريات على المراكز 13-16.[4][5]

## الترتيب النهائي[6]
| Rank   | Team             |
| ------ | ---------------- |
| الأول  | صربيا            |
| الثاني | إسبانيا          |
| الثالث | كوبا             |
| 4      | فرنسا            |
| 5      | الأرجنتين        |
| 6      | بلغاريا          |
| 7      | اليونان          |
| 8      | الصين            |
| 9      | البرازيل         |
| 10     | إيران            |
| 11     | الولايات المتحدة |
| 12     | مصر              |
| 13     | روسيا            |
| 14     | كوريا الجنوبية   |
| 15     | بورتوريكو        |
| 16     | تونس             |

| بطولة العالم للكرة الطائرة ناشئين 2011 |
| -------------------------------------- |
| · صربيا · للمرة الثانية                |